# Ophelia (Waterhouse)
Ophelia é uma pintura a óleo sobre tela de 1894 do pintor inglês John William Waterhouse,  nele é retratada uma personagem do drama de William Shakespeare , Hamlet . Ela é uma jovem nobre da Dinamarca, uma esposa em potencial para o príncipe Hamlet . Nesta versão de 1894 de Waterhouse, Ophelia é retratada, nos seus últimos momentos antes de morrer, sentada em um galho de salgueiro que se estende sobre um lago de lírios. Seu vestido real acaba contrastando fortemente com o ambiente natural. Waterhouse colocou flores em seu colo e em seu cabelo, prendendo-a em seu ambiente natural. 